# Parendacustes derelicta
Parendacustes derelicta är en insektsart som beskrevs av Andrej Vasiljevitj Gorochov 2006. Parendacustes derelicta ingår i släktet Parendacustes och familjen syrsor. Inga underarter finns listade i Catalogue of Life.